# 2NE1
2NE1 es un grupo femenino surcoreano formado por YG Entertainment en 2009. El grupo está formado por 4 integrantes: CL, Dara, Bom y Minzy. 
El nombre 2NE1 es un acrónimo de la frase en inglés «New Evolution of the 21st century» (Nueva Evolución del siglo 21). Su club de fanáticos se llama Blackjack, en alusión al juego de cartas del mismo nombre. El 21 de julio de 2024 YG Entertainment anunció que 2NE1 volvería por el 15° aniversario, y harían una gira mundial en Japón de 2024 y en todo el mundo en 2025. Aunque originalmente se habían disuelto en 2017, siendo que Minzy se salió del grupo en 2016, y Bom no renovo contrato. Pero, para celebrar el 15 aniversario del grupo, YG habló con las chicas y le expresaron su deseo de celebrar haciendo una gira de conciertos en Japón programados para este año en octubre de 2024 y una gira mundial en todo el mundo en 2025, convirtiéndolas en uno de los únicos grupos tras casi 8 años de disolución, en regresar luego de separarse. Su club de fans "Blackjacks" esperan que también vuelvan con nueva música y hacer un regreso histórico en la industria del k-pop.
Aparecieron por primera vez en «Lollipop», una campaña comercial para LG en colaboración con el grupo BIGBANG, perteneciente también a YG. Su primer sencillo, «Fire», fue lanzado casi dos meses después, el 6 de mayo de 2009. En total publicaron dos álbumes de estudio y dos miniálbumes en Corea y dos álbumes, un miniálbum y tres sencillos en Japón. Con sus lanzamientos consiguieron llegar al número uno en la lista Gaon Chart de Corea y la lista Oricon de Japón y con su último álbum de estudio, Crush, entraron en el puesto 61 en Billboard 200, la posición más alta de un grupo femenino de k-pop. Según Forbes, hasta octubre de 2012 el grupo había vendido 27 millones de descargas digitales.
El sencillo «I Don't Care», perteneciente a su primer miniálbum 2NE1, ganó el premio a la «Canción del Año» en los Mnet Asian Music Awards de 2009. En 2011 consiguieron ganar de nuevo el premio por la canción «I Am the Best». Con el álbum To Anyone de 2010 fueron galardonadas con los premios a «Álbum del Año» y «Artista del Año», también en los Mnet Asian Music Awards, convirtiéndose en el primer grupo en ganar los tres grandes premios en la ceremonia.

## Historia

### 2009: Formación y debut
El grupo fue formado en 2009 por YG Entertainment, contando con cuatro miembros. Originalmente, Bohyung iba a debutar como la quinta miembro del grupo, pero se retiró previamente al debut del grupo debido a diferencias artísticas con la compañía discográfica.
Su primera canción «Lollipop» (lanzada digitalmente el 27 de marzo de 2009 en colaboración con Big Bang) fue creada para promocionar el teléfono móvil de LG, Cyon. El material fue lanzado un día después en anuncio televisivo y en videoclip. A pesar de no ser promocionada oficialmente, tuvo gran éxito, alcanzando la posición número uno en varias listas musicales, y manteniéndose en el primer puesto del ranking en línea de la cadena de televisión Mnet durante cuatro semanas.

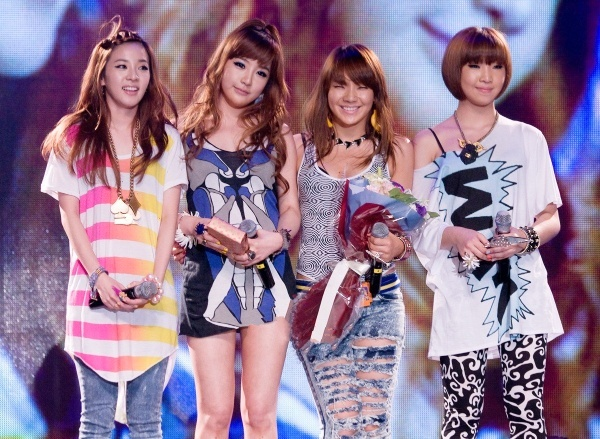
2NE1 en 2009

El 30 de abril del mismo año, el director ejecutivo de YG Entertainment, Yang Hyun Suk, anunció la fecha del lanzamiento de su primer sencillo, que fue compuesto y producido por Teddy Park de 1TYM. El sencillo «Fire» fue lanzado el 6 de mayo de 2009 con dos versiones del vídeo musical lanzadas el mismo día, Fire (SPACE ver.) y Fire (STREET ver.). Los dos videoclips recibieron más de un millón de vistas en un día.[cita requerida] Su primera presentación en vivo fue el 17 de mayo de 2009, en el programa Inkigayo de SBS.
Tanto el grupo como el sencillo consiguieron una popularidad casi instantánea, convirtiéndose en uno de los temas más buscados en Internet. Recibieron numerosos premios, dentro de los que destacan Canción del Mes (por «Lollipop» y "Fire") y Novato del Mes en los  Cyworld Digital Music Awards, así como dos premios Mutizen en Inkigayo. Dos días después de ganarlo por primera vez el 14 de junio de 2009, firmaron un contrato con FILA, para que las miembros fueran las nuevas modelos de su campaña comercial.
Su segundo sencillo, «I Don’t Care», fue lanzado el 1 de julio de 2009, mostrando un lado más femenino y suave del grupo. Una versión reggae de la canción fue interpretada en Inkigayo, ganando tal popularidad que fue lanzada el 3 de septiembre como su siguiente sencillo digital. Al final del año se llevaron varios de los premios más importantes, incluyendo Mejor Novato del Año y Canción del Año.

### 2010:To Anyone

2NE1 en 2010

El 9 de febrero de 2010, sin previo aviso, el sencillo «Follow Me» fue lanzado digitalmente y fue usado posteriormente por Samsung para promocionar su teléfono móvil Corby. Durante el verano de 2010, 2NE1 viajó a Los Ángeles y a Londres para grabar canciones en inglés para un posible debut en Estados Unidos, bajo la producción de will.i.am, miembro de The Black Eyed Peas. El grupo grabó diez canciones. El director ejecutivo de YG Entertainment declaró que tenían programado debutar al grupo durante 2011, cuando el tour mundial de The Black Eyed Peas haya concluido, así como sus propias actividades en Corea del Sur y Japón.
El anticipado primer álbum To Anyone salió a la venta el 9 de septiembre de 2010 y fue un éxito rotundo. El álbum contiene doce canciones, las cuales fueron promocionadas de forma simultánea. Ganaron el primer lugar en el programa M! Countdown con «Clap Your Hands» el mismo día de su regreso, seguido por una victoria en Music Bank de  KBS con «Go Away», y un Premio Mutizen una semana después de su regreso en Inkigayo de SBS con «Can't Nobody». En total, 2NE1 ganó once veces en los diferentes programas de música en Corea del Sur.
Tras un breve receso, el director de YG Entertainment anunció el 21 de octubre de 2010 que 2NE1 promocionaría otra canción del álbum el 31 de octubre. Fue revelado posteriormente que sería «It Hurts», un sencillo que se distingue del resto del álbum por tener un sonido único. El videoclip, que fue dirigido por Kim Hye Jung (director de sencillo «Butterfly» de G-Dragon), tiene un concepto gótico que adopta la temática de Halloween. El 26 de noviembre, 2NE1 lanzó el sencillo «Don't Stop The Music», como parte de una campaña publicitaria de Yamaha  en Tailandia para su nuevo modelo de motoneta Fiore.

### 2011: MiniálbumNolza

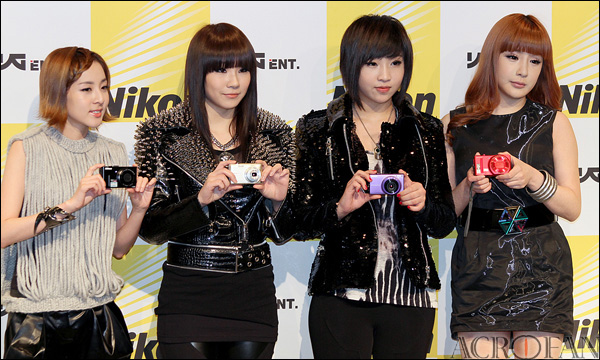
2NE1 en marzo de 2011

El debut en Japón de 2NE1 estaba originalmente programado para diciembre de 2010, pero fue retrasado hasta febrero del 2011. El 22 de febrero, Avex anunció que «Go Away» (su sencillo debut en Japón) sería lanzado el 9 de marzo de 2011. Posteriormente fue usado como tema musical del programa japonés Mezamashi TV. 2NE1 planeaba hacer su debut en vivo en Music Station, pero fue pospuesto debido al terremoto y tsunami de Japón de 2011. 2NE1, el primer álbum de larga duración del grupo, fue lanzado el 16 de marzo de 2011 en Japón, sin promociones debido al terremoto. Debutó en el puesto 24 de las listas de Oricon, con 3,680 copias vendidas, sin alcanzar buenos resultados. 2NE1 participó en la campaña de Naver Pray For Japan para recaudar fondos para las víctimas del terremoto. Su debut japonés fue reprogramado para septiembre de 2011.
El 11 de mayo de 2011 se lanzó el sencillo, recibiendo muy buena acogida de parte de la crítica y de los fanáticos, alcanzando el primer lugar de ventas. Desde el 19 de junio YG Entertainment empezó a subir adelantos diarios del nuevo sencillo «I Am The Best», en la página oficial de 2NE1 en Facebook, a modo de cuenta regresiva hasta su lanzamiento el 24 de junio. Al llegar la fecha, si bien fue lanzado como planeado, YG Entertainment emitió un comunicado a través de Facebook diciendo que el videoclip iba a retrasarse dos o tres días más debido al lo arduo que resultó el trabajo de edición de este.

### 2012:New Evolution,CollectionyI Love You
En el canal de YouTube de 2NE1 se liberó el teaser del grupo de su nuevo sencillo «I Love You», posteriormente se estrenó el vídeo musical, el 7 de julio de 2012. El sencillo se situó entre unos días en el puesto uno en música electrónica de iTunes España. Semanas después lanzan el sencillo en inglés «Take The World On», con el artista estadounidense Will.i.am. El sencillo «Scream», fue lanzado a finales de marzo de 2012, el vídeo musical completo se publicó en Avex Group empresa musical de Japón. A finales de 2012, YG Entertainment citó que el retraso del regreso del grupo se debía a presiones potenciales sobre el grupo como resultado de su gira New Evolution Global Tour, ya que el álbum se iba a estrenar en noviembre de 2012. También dicha agencia confirmó que las nuevas actividades de 2NE1 se llevarán a cabo en el primer semestre de 2013, indicando en una nota de prensa que la compañía «se centrará en la producción del álbum y las promociones para 2NE1».

### 2013: Debut de CL,  regreso de 2NE1 y nuevos sencillos

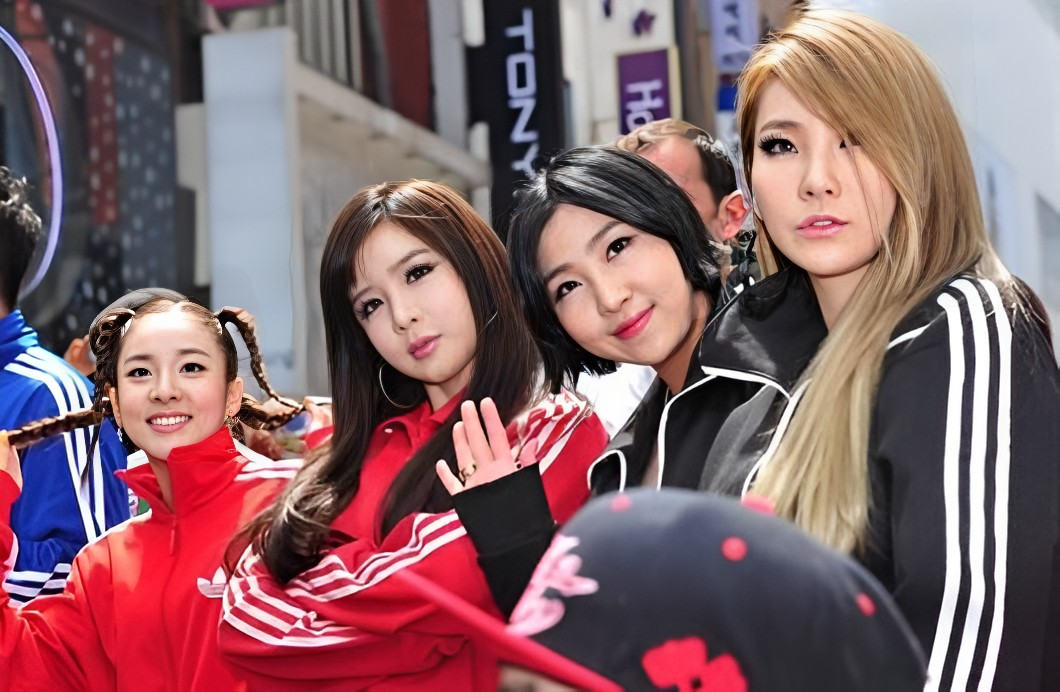
2NE1 en abril de 2013

En diciembre de 2012 el CEO de la agencia de entretenimiento confirmó oficialmente las nuevas actividades de 2NE1 en el primer semestre de 2013, afirmando en un comunicado que la compañía «se centrará en la producción y promoción del álbum de 2NE1». El 18 de febrero de 2013, la líder del grupo, CL reveló que el regreso del grupo estaba programado para algún momento de abril y que el concepto principal aún no se había elegido. El 14 de marzo de 2013 se lanzó «Take The World On», con la colaboración de Will.i.am, para el Proyecto Ultrabook Intel. El 21 de marzo de 2013, CL confirmó que no había planes para que el grupo lanzará un álbum en inglés, ya que el grupo quería la liberación de un poco más de canciones en inglés antes de sentirse lo suficientemente cómodas para grabar un álbum de larga duración. Ella reveló que una versión en inglés de «I Love You» fue grabada, pero se desechó debido a conflictos con la gira del grupo New World Tour Evolution. El 16 de abril de 2013, Will.i.am lanzó la versión completa de «Dumb Gettin», su colaboración en inglés con el grupo, en su canal oficial de YouTube, unos días antes de la fecha de lanzamiento prevista de su nuevo álbum, se afirmó que su regreso será después de su cuarto aniversario, primero sería lanzado el álbum en solitario de CL, el 28 de mayo y en junio se lanzara un álbum de larga duración de 2NE1, se dijo que ya tenían las suficientes canciones para su debut en América. CL lanzó el vídeo oficial y de The Baddest Female cómo debut solista. El 17 de junio de 2013, se anunció que 2NE1 hará su regreso a finales de julio con un sencillo llamado «Falling In Love». También se reveló que se lanzaría al menos cuatro nuevas canciones en total, de julio a octubre. El segundo sencillo de su próximo álbum se dio a conocer como «Do You Love Me» y que sería lanzado el 7 de agosto de 2013. En su cuenta oficial de YouTube lanzan dos adelantos, el primero se reveló el 4 de agosto como si fuese una fiesta en el baño y el segundo el 5 de agosto una fiesta de pijamas entre las chicas de la banda. El 7 de agosto se estrenó el vídeo oficial del segundo sencillo en su cuenta oficial de YouTube. Si bien en un principio se anunció que el grupo lanzaría al menos cuatro nuevas canciones en total, de julio a octubre de 2013, sólo dos canciones («Falling in Love» y «Do You Love Me?») había sido puesto en libertad a finales de octubre. El 15 de noviembre se descubrió una noticia de que el grupo participaría en los Mnet Asian Music Awards 2013.

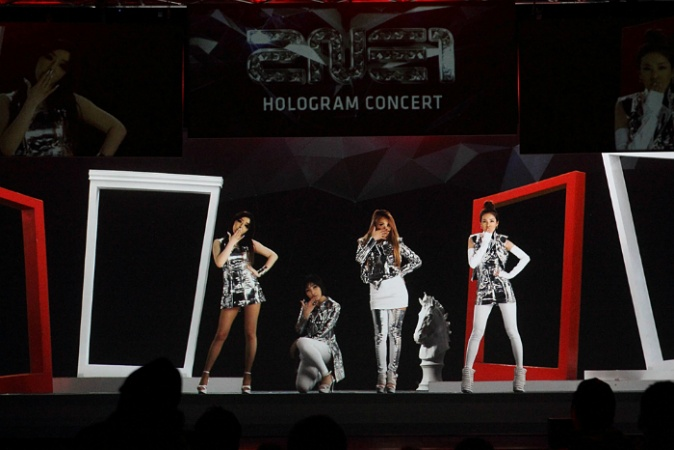
2NE1 en 2013

En una rueda de prensa que se celebró el 18 de noviembre de Double Park se dio una conferencia en que se reveló la nueva gira mundial del grupo y también revelaron el título de su nuevo sencillo «Missing You», preparado para estrenarse el 21 de noviembre de 2013. El 20 de noviembre se publicó el vídeo oficial del grupo en su cuenta de YouTube. La nueva gira mundial del grupo comenzó en marzo de 2014.

### 2014: Crush & AON World Tour 2014
El sencillo «Missing You» fue el más descargado tras su rotundo éxito en las listas de música tanto nacional como internacional. El vídeo de esta misma canción ha sido elogiado por su sensibilidad y su excelente fotografía, y se ha debatido mucho el desnudo de la líder CL. El 1 de marzo comienza la nueva gira mundial de la banda visitando países como China, Malasia, Taiwán, Japón, Corea, Estados Unidos. Su segundo álbum fue revelado por tres videoconferencias de chat en vivo con los directores turísticos de Los Ángeles que dirigirán la gira mundial del grupo en América, a la espera del próximo álbum, las chicas revelaron que también la gira llevará por nombre All Or Nothing . Crush, el nuevo álbum de estudio, se reveló en una noticia salida del Instagram oficial del grupo y que incluyó temas compuestos por la líder CL, el álbum iba a ser lanzado el 24 de febrero, pero se pospuso hasta el 26 ya que, según el jefe de YG, coincidirá con el cumpleaños de CL. El 19 de febrero se revelaron todas las canciones oficiales del álbum Crush e incluyeron la versión coreana de «Scream», «Crush», «Baby», «I Miss You» entre otras. El sencillo «Come Back Home» fue el primer sencillo del álbum lanzado el 28 de febrero. 
El álbum que fue compartido por el cuarteto femenino en su cuenta oficial de YouTube, y se posicionó rápidamente entre los más descargados de las tiendas virtuales gracias a «Come Back Home», primer sencillo que lideró las listas de Daum, Olleh, Cyworld, entre otros. «Hope To Live», «Good Girl» y otras canciones salieron a la venta en forma física el 7 de marzo. El 25 de junio se lanzó Crush en versión japonesa incluyendo los sencillos «I Love You», «Falling In Love», "Do You Love Me" y "Missing You" más las otras canciones de la versión coreana del álbum. Se confirmó que la líder CL está preparando su debut en solitario en Estados Unidos además de que 2NE1 ha firmado con Capital Records, pero tendrán que seguir sin una integrante, Minzy, ya que no ha querido renovar el contrato el cual vence en mayo. Se supo que tomó esta decisión para enfocarse en su carrera como solista.

### 2015-2016: Hiato del grupo, actividades en solitario, salida de Minzy y separación
En 2015 se vio a las miembros explorar empresas fuera del grupo. Dara, a partir de principios de 2015, reestableció su carrera como actriz a lo largo del año a través de dramas web como Dr.Ian, el exitoso We Broke Up, y protagonizó la comedia romántica Missing You junto a Kim Jeong Hoon. Siendo la bailarina del grupo, Minzy abrió una escuela de baile con el nombre de «Academia de Danza del Milenio» durante el silencio promocional. CL se embarcó en sus aspiraciones de carrera en solitario en Estados Unidos y lanzó «HELLO BI+CHES» el 21 de noviembre como un teaser para su posterior lanzamiento EP titulado Lifted. La fecha para el miniálbum no ha sido anunciada.
La única actividad del grupo en 2015 fue una actuación sorpresa en los premios 2015 Mnet Asian Music Awards en Hong Kong. Después de la actuación de CL de su sencillo «The Baddest Female»" y el recién estrenado «HELLO BI+CHES», todas las miembros se reunieron para tocar sus exitosas canciones «Fire» y «I Am the Best». La actuación es ahora como la más vista de los MAMA. La sorprendente aparición en MAMA, fue catalogada como una de las mejores actuaciones de 2015 por Fuse.
A pesar de no haber hecho una reaparición, 2NE1 no obstante fue el 16.º grupo de K-pop más apreciado en Tumblr para 2015. Además, tanto 2NE1 como CL recibieron un asentimiento de Spotify en su campaña «Year in Music» de Twitter para cada uno logrando más de un millón de oyentes. También ganaron el premio 2016 Korea First Brand Grand Prize de China por los Top 10 K-Stars más anticipados de 2016.
El 5 de abril de 2016, YG Entertainment confirmó que Minzy estaba abandonando oficialmente el grupo. El contrato de 2NE1 expiró el 5 de mayo, y Minzy fue el único miembro que no volvió a firmar. El 25 de noviembre de 2016, YG Entertainment anunció la separación del grupo. YG también reveló que los antiguos miembros de CL y Sandara firmaron un contrato en solitario,pero Park Bom no firmó de vuelta con YG Enterteinment.
En abril del 2022 el grupo volvió a reunirse en el escenario del festival de música  Coachella para interpretar su éxito "I am the best".

## Miembros
| Nombre artístico | Nombre artístico | Nombre desde bebes | Nombre desde bebes | Día de nacimiento                 | Lugar de nacimiento  | Posición                                                           |
| Romanización     | Hangul           | Romanización       | Hangul             | Día de nacimiento                 | Lugar de nacimiento  | Posición                                                           |
| ---------------- | ---------------- | ------------------ | ------------------ | --------------------------------- | -------------------- | ------------------------------------------------------------------ |
| Bom              | 봄               | Park Bom           | 박봄               | 24 de marzo de 1984 (41 años)     | Seúl, Corea del Sur  | Vocalista principal, bailarina y visual                            |
| Dara             | 다라             | Park Sandara       | 박산다라           | 12 de noviembre de 1984 (40 años) | Busán, Corea del Sur | Rapera, visual principal, bailarina y vocalista                    |
| CL               | 씨엘             | Lee Chae-rin       | 이채린             | 26 de febrero de 1991 (34 años)   | Seúl, Corea del Sur  | Líder, rapera principal, bailarina principal y vocalista ocasional |
| Minzy            | 민지             | Gong Min-ji        | 공민지             | 18 de enero de 1994 (31 años)     | Seúl, Corea del Sur  | Bailarina principal, vocalista, rapera y maknae                    |

## Discografía
| Álbumes de estudio - To Anyone (2009) - Crush (2014) EP - 2NE1 (2009) - 2NE1 (2011) Álbumes en directo - 2NE1 1st Live Concert (Nolza!) (2011) - 2012 2NE1 Global Tour: New Evolution (Live in Seoul) (2012) - 2014 2NE1 World Tour: All or Nothing (Live in Seoul) (2014) | Álbumes de estudio - Collection (2012) - Crush (2014) EP - Nolza (2011) Sencillos - Go Away (2011) - Scream (2012) - I Love You (2012) |

## Videografía

### Vídeos musicales
| 2009 - Lollipop (en colaboración con BIGBANG) - Fire (Space Version) - Fire (Street Version) - I Don't Care 2010 - Try to Follow Me - Clap Your Hands - Go Away - Can't Nobody - It Hurts (Slow) - Don't Stop the Music 2011 - Can't Nobody (English version) - Lonely - I Am the Best - Hate You - Ugly 2012 - Scream - Be Mine (Intel Project) - I Love You 2013 - Falling In Love - Do You Love Me - Missing You 2014 - Come Back Home - Happy - Gotta Be You - Crush 2017 - Goodbye (w/o Minzy) | 2011 - I Am the Best (Japanese version) - Hate You (Japanese version) - Ugly (Japanese version) - Lonely (Japanese version) - Go Away (Japanese version) 2012 - I Love You (Japanese version) 2014 - Falling In Love (Japanese version) - Do You Love Me (Japanese version) - Missing You (Japanese version) - Happy (Japanese version) - Gotta Be You (Japanese version) - Come Back Home (Japanese version) - Crush (Japanese version) |

### DVD
| Título                                | Detalles                                                                  |
| ------------------------------------- | ------------------------------------------------------------------------- |
| 1st Live Concert Nolza! Live in Seoul | - Fecha: 21 de diciembre de 2011 - Sello: YG Entertainment - Formato: DVD |
| 1st Japan Tour Nolza in Japan         | - Fecha: 29 de febrero de 2012 - Sello: YGEX - Formato: DVD               |
| 2NE1 TV Season 1 Box                  | - Fecha: 21 de marzo de 2012 - Sello: YGEX - Formato: DVD                 |
| 2NE1 TV Season 2 Box                  | - Fecha: 21 de marzo de 2012 - Sello: YGEX - Formato: DVD                 |
| New Evolution Global Tour in Seoul    | - Fecha: 16 de enero de 2013 - Sello: YG Entertainment - Formato: DVD     |
| 2NE1 TV Season 3 Box                  | - Fecha: 3 de marzo de 2013 - Sello: YGEX - Formato: DVD                  |
| New Evolution Global Tour in Japan    | - Fecha: 13 de marzo de 2013 - Sello: YGEX - Formato: DVD, Blu-ray        |

## Premios y nominaciones
- Anexo:Premios y nominaciones de 2NE1

## Giras
- 2011: Nolza Tour
- 2012: New Evolution World Tour
- 2014: All Or Nothing World Tour
- 2024/5:  Welcome Back Tour

### Otros Conciertos
- 2010: YG Family
- 2011-2012: YG Family 15th Anniversary
- 2014: YG Family 2014 World Tour

## Aparición en videojuegos
Hasta el momento, tres sencillos de 2NE1 han aparecido en el videojuego de simulación de baile, Pump It Up. El sencillo «Fire» fue incluido en el videojuego de 2010, Pump It Up Fiesta: 2010, con la versión street en el video musical. A finales de 2012, se incluyen los sencillos «Can't Nobody» y »I Am The Best» en el videojuego Pump It Up Fiesta 2: 2013 y «Gotta be you» en la versión Pump It Up Prime2: 2017.
En el videojuego Dance Central 3, aparece el sencillo «I Am the Best» siendo rutina de Taye, con su traje de la DCI.
En 2019 aparece en el videojuego Just Dance 2020 la canción "I Am The Best".
En 2021 aparece en el videojuego Just Dance 2021  la canción Come Back Home.